# Madame du Barry (film 1954)
Madame du Barry è un film del 1954, diretto da Christian Jaque (aiuto regista, l'italiano Belisario Randone) che ricostruisce liberamente la vicenda storica della contessa Du Barry, amante del re di Francia, Luigi XV. Co-produzione tra Francia e Italia.

## Trama
L'irresistibile ascesa di Jeanne Bécu de Vaubernier, figlia di padre ignoto e di una donna povera, che sale i gradini della società fino ad arrivare a corte, amante del re di Francia. Finirà ghigliottinata durante la Rivoluzione.